# Гетто в Домачево
Гетто в Дома́чево (1 ноября 1941 — 20 сентября 1942) — еврейское гетто, место принудительного переселения евреев посёлка Домачево Брестского района Брестской области и близлежащих населённых пунктов в процессе преследования и уничтожения евреев во время оккупации территории Белоруссии войсками нацистской Германии в период Второй мировой войны.

## Оккупация Домачево и убийства евреев
Перед войной в Домачево жили более 3000 евреев, составляя почти всё население посёлка, всего в районе проживало 3316 евреев.
Местечко было захвачено немецкими войсками в первый же день войны в 7 утра 22 июня 1941 года, и оккупация продлилась более трёх лет — до 23 июля 1944 года. Осенью 1941 года Домачево получило статус районного центра в составе Брест-Литовского гебита.
Сразу после оккупации немцы начали убийства евреев. Уже 23 июля 1941 года были расстреляны 7 евреев. 24 июня 36 евреям приказали сопровождать на другой берег Буга подводы с награбленными немцами ценностями, а затем их вернули назад и расстреляли. По другим свидетельствам, в Домачево и близлежащих деревнях сразу же после прихода гитлеровцев были расстреляны 40 евреев. Российская еврейская энциклопедия пишет, что 25 июля было убито 29 евреев, среди которых были и руководители общины.
Оккупировав Домачево, немцы сразу стали убивать еврейских детей в детском доме, а 23 сентября 1942 года убили и остальных детей.

## Создание гетто
В августе 1941 года в Домачево был создан юденрат. Реализуя нацистскую программу уничтожения евреев, немцы создавали гетто почти во всех городах и населённых пунктах Беларуси, где проживало еврейское население. Так и в Домачево оккупанты 1 ноября 1941 года организовали гетто площадью 1 км², согнав туда около 2000 человек.
Гетто было огорожено двойной стеной из колючей проволоки. Оно было оцеплено охранниками, вход и выход узникам без специального разрешения был запрещён. Узников, умирающих от голода, постоянно избивали прикладами, нагайками и палками.

## Уничтожение гетто
18 сентября 1942 года немцы приказали евреям из гетто выкопать ямы на песчаном холме в полукилометре к востоку от посёлка, около так называемого «Шилового болота». Люди начали разбегаться, их ловили и на месте расстреливали. Так были убиты 42 человека.
Гетто было полностью уничтожено 20 (18, 19—20) сентября 1942 года, когда размещённый в Домачево кавалерийский эскадрон жандармерии, полиция, зондеркоманда СД и коллаборационисты убили 2700 или 2900 евреев.

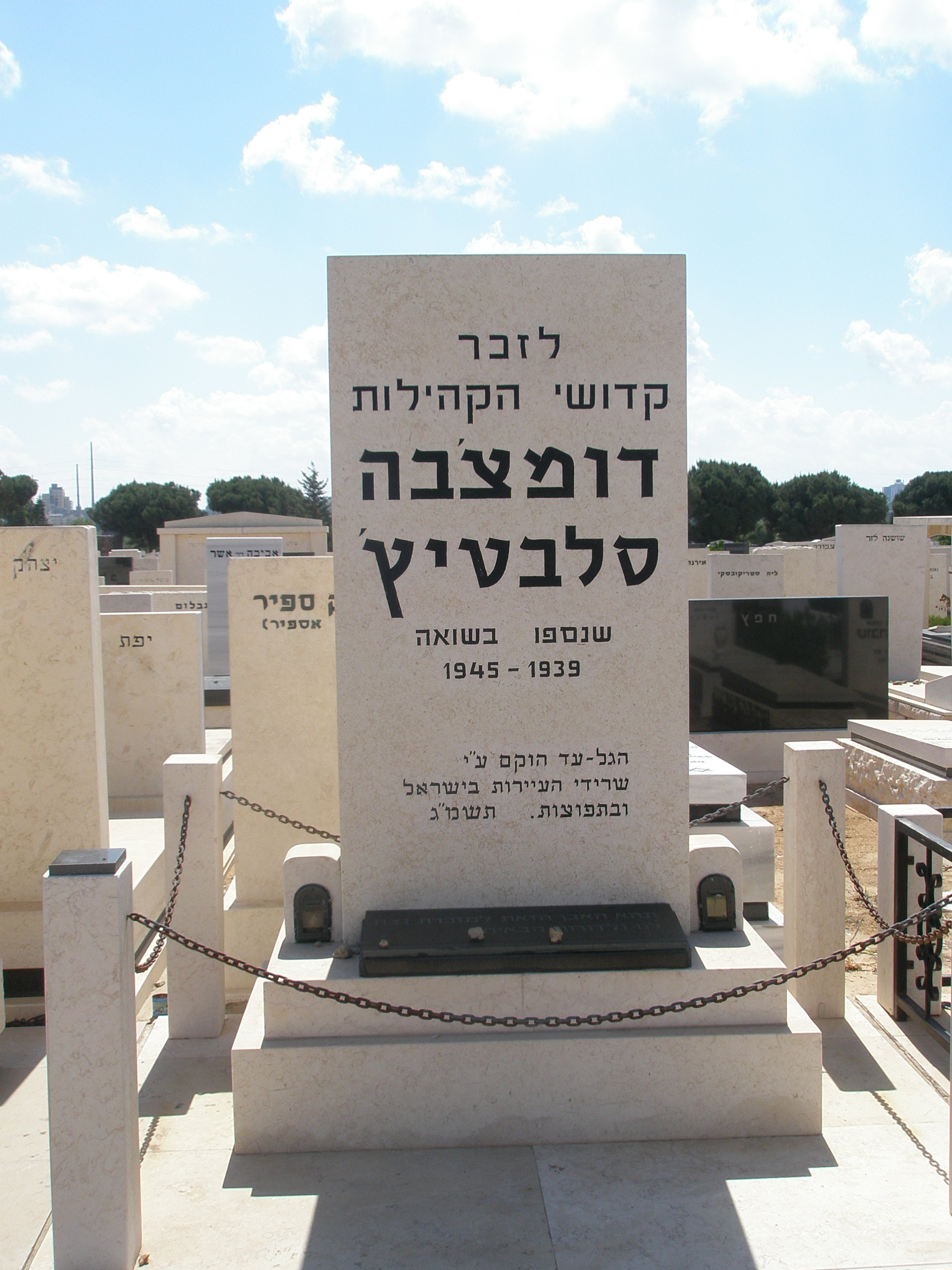
Символический памятник уничтоженным во время Холокоста еврейским общинам Домачево и Славатыче на мемориальном кладбище в Холоне

Обувь и одеяла убитых были распределены среди полицейских.
Во время этого массового убийства около 250 евреев сумело бежать, но большинство из них были позднее в ходе облавы схвачены и убиты местными полицаями.
10 оставленных в живых евреев-специалистов были расстреляны в августе 1943 года.
К моменту освобождения Домачево в живых осталось только 10 евреев.

## Организаторы и исполнители убийств
Известны имена нацистских руководителей Брестского округа, по чьим приказам расстреливались дети: начальник СД округа Пичман, заместители начальника СД Цибель и Герик, гебитскомиссар округа Бурат Франц, начальник жандармерии при гебитскомиссаре Длузрлейн, начальник бюро полиции округа майор Рода и Винер, Прокопчук (украинец) — шеф Домачевского района, Хае Федор — бургомистр Домачево, начальник криминальной полиции Завадский.
Также известны имена некоторых исполнителей, проводивших расстрел детей: Макс-немец, старший из группы немцев, производившей расстрел; Камецгляц — немец из группы, производившей расстрел; Фрикс — полицейский, расстреливавший детей; Фогель — из немцев Поволжья, уроженец города Энгельса; лейтенант Огиз — из города Бреста, принимавший участие в расстреле детей.
Полицейский Андрей Савонюк из Домачево был признан виновным в нацистских военных преступлениях британским судом в 1999 году и умер в тюрьме.

## Память
Останки убитых детей после войны перезахоронили возле развилки дорог Домачево-Брест и установили памятник, а в 1987 году воздвигли новый монумент «Протест» возле шоссе из Бреста в Томашовку, перед поворотом на Домачево, — бронзовые изваяния детей с поднятыми в мольбе руками
Всего в гетто Домачево были замучены и убиты около 2000 евреев. Их неполный список опубликован в хронико-документальной книге «Память. Брестский район».
На братской могиле жертв геноцида евреев в лесу в 500 метрах к востоку от Домачево установлен памятник.